# The Witcher 2: Assassins of Kings
The Witcher 2: Assassins of Kings is een computerrollenspel met daarin een aantal hack and slash onderdelen. Het spel is ontwikkeld door CD Projekt RED en uitgegeven in Europa door Namco Bandai op 17 mei 2011. De Enhanced Edition is uitgegeven op 16 april 2012. Het spel is een vervolg van The Witcher.

## Gameplay
De speler neemt de controle over Geralt van Rivia, één der laatste Witchers. Witchers zijn mensen die van jongs af aan getraind en verbeterd zijn om monsters te kunnen doden. Elke Witcher heeft zijn eigen bijzondere krachten, zoals magie en alchemie.
Tijdens het spel kan de speler gebruikmaken van melee wapens, afstandswapens, magie, bepantsering, bommen en vallen. Ook moet de speler soms de sluipmodus gebruiken om onontdekt tussen vijanden door te komen.
Het spel begint met Geralt die gevangen zit in een gevangenis door Vernon Roche, een belangrijke leider van de Blue Stripes, een elite groep soldaten. Hij zit vast omdat hij beschuldigd wordt van het doden van de koning van Temeria, Foltest. Na een ontsnapping moet Geralt zijn naam zuiveren en de echte moordenaar zien te vinden.

## Ontvangst
| Game                              | GameRankings              | Metacritic        |
| --------------------------------- | ------------------------- | ----------------- |
| The Witcher 2: Assassins of Kings | (pc) 87.97% (X360) 87,25% | (pc) 88 (X360) 88 |

| Beoordeeld door      | Datum           | Score |
| -------------------- | --------------- | ----- |
| Gamereactor (Norway) | 17 mei 2011     | 100%  |
| XGN                  | 20 mei 2011     | 93%   |
| The A.V. Club        | 23 mei 2011     | 91%   |
| GameSpot             | 23 mei 2011     | 90%   |
| newbreview.com       | 31 mei 2011     | 90%   |
| Splitkick            | 3 augustus 2011 | 90%   |
| Eurogamer.pt         | 31 mei 2011     | 90%   |
| Jeuxvideo.fr         | 23 mei 2011     | 90%   |
| Game Revolution      | 30 juni 2011    | 83%   |
| Game Critics         | 7 juli 2011     | 55%   |